# Core 2 Quad

Logo del Core 2 Quad

Core 2 Quad è il nome commerciale di un processore che Intel ha presentato l'8 gennaio 2007 come variante "economica" dei primi processori a 4 core Core 2 Extreme, basati sull'architettura Intel Core Microarchitecture. Lo scopo di questo prodotto era quello di diventare la "porta d'ingresso" ai processori a 4 core indirizzati a tutto il mercato e non solo agli appassionati che storicamente sono gli unici ad essere attratti dalla versione Extreme. Proprio per questo motivo si inseriva nella fascia di mercato tra i Core 2 Duo, che sono processori dual core, e i Core 2 Extreme con 4 cores e clock ancora più elevato.
Essendo la prima CPU a 4 core prodotta da Intel (e basata sul core Kentsfield), insieme ai Core 2 Extreme, non esiste un vero e proprio predecessore del Core 2 Quad; è possibile indicarne uno possibile nel Pentium D Presler che era anch'esso un processore dual core, sebbene basato sulla vecchia architettura NetBurst (derivata dal Pentium 4). Più precisamente si può indicare il Pentium D come il predecessore comune sia al Core 2 Quad che al Core 2 Duo.
Tra la fine del 2007 e l'inizio del 2008, con il passaggio al nuovo processo produttivo a 45 nm, venne messa in commercio la nuova generazione del Core 2 Quad, basata sul nuovo core Yorkfield e, successivamente, ad agosto 2008, anche una versione mobile basata sul core Penryn; si trattava del primo processore mobile a 4 core realizzato da Intel.

## Caratteristiche principali

### Kentsfield
Kentsfield fu il primo processore a 4 core ad arrivare sul mercato ed era alla base della prima generazione dei processori Core 2 Quad a partire dal gennaio 2007. Veniva realizzato a 65 nm ed era dotato di 2 cache L2 da 4 MB ciascuna.

### Yorkfield
Un anno dopo Kentsfield arrivò, a marzo 2008, Yorkfield. Le principali differenze rispetto al predecessore risiedevano nel processo produttivo a 45 nm e nelle istruzioni multimediali SSE4, oltre alla dotazione di cache L2 che era aumentata del 50% diventando di 2 blocchi da 3 MB ciascuno.

### Settore Mobile

#### Penryn
A metà 2008 venne presentato l'unico modello di Core 2 Quad pensato per il settore mobile e basato sul core Penryn. Era anch'esso realizzato a 45 nm ma la versione che arrivò sul mercato era basata sul cosiddetto core Penryn QC che indicava come si trattasse di una variante a 4 core del progetto originale che era invece dual core.

## Modelli
La tabella seguente mostra i modelli di Core 2 Quad arrivati sul mercato. Molti di questi condividono caratteristiche comuni pur essendo basati su diversi core; per questo motivo, allo scopo di rendere maggiormente evidente tali affinità e "alleggerire" la visualizzazione alcune colonne mostrano un valore comune a più righe. Di seguito anche una legenda dei termini (alcuni abbreviati) usati per l'intestazione delle colonne:
- Nome Commerciale: si intende il nome con cui è stato immesso in commercio quel particolare esemplare.
- Data: si intende la data di immissione sul mercato di quel particolare esemplare.
- Socket: lo zoccolo della scheda madre in cui viene inserito il processore. In questo caso il numero rappresenta oltre al nome anche il numero dei pin di contatto.
- N°Core: si intende il numero di core montati sul package: 1 se "single core", 2 se "dual core" o 4 se "quad core".
- Clock: la frequenza di funzionamento del processore.
- Molt.: sta per "Moltiplicatore" ovvero il fattore di moltiplicazione per il quale bisogna moltiplicare la frequenza di bus per ottenere la frequenza del processore.
- Pr.Prod.: sta per "Processo produttivo" e indica tipicamente la dimensione dei gate dei transistors (180 nm, 130 nm, 90 nm) e il numero di transistor integrati nel processore espresso in milioni.
- Voltag.: sta per "Voltaggio" e indica la tensione di alimentazione del processore.
- Watt: si intende il consumo massimo di quel particolare esemplare.
- Bus: frequenza del bus di sistema.
- Cache: dimensione delle cache di 1º e 2º livello.
- XD: sta per "XD-bit" e indica l'implementazione della tecnologia di sicurezza che evita l'esecuzione di codice malevolo sul computer.
- 64: sta per "EM64T" e indica l'implementazione della tecnologia a 64 bit di Intel.
- HT: sta per "Hyper-Threading" e indica l'implementazione della esclusiva tecnologia Intel che consente al sistema operativo di vedere 2 core logici.
- ST: sta per "SpeedStep Technology" ovvero la tecnologia di risparmio energetico sviluppata da Intel e inserita negli ultimi Pentium 4 Prescott serie 6xx per contenere il consumo massimo.
- VT: sta per "Vanderpool Technology", la tecnologia di virtualizzazione che rende possibile l'esecuzione simultanea di più sistemi operativi differenti contemporaneamente.
- Core: si intende il nome in codice del progetto alla base di quel particolare esemplare.

| Nome Commerciale      | Data             | Socket   | N°Core | Clock    | Molt. | Pr.Prod.       | Voltag. | Watt  | Bus      | Cache              | XD | 64 | HT | ST | VT | Core          |
| --------------------- | ---------------- | -------- | ------ | -------- | ----- | -------------- | ------- | ----- | -------- | ------------------ | -- | -- | -- | -- | -- | ------------- |
| Core 2 Quad Q6400     |                  | 775      | 4      | 2,13 GHz | 8x    | 65 nm 582 mil. | 1.372 V | 105 W | 1066 MHz | L1=4x64KB L2=2x4MB | Sì | Sì | No | Sì | Sì | Kentsfield    |
| Core 2 Quad Q6600     | 8 gennaio 2007   | 775      | 4      | 2,4 GHz  | 9x    | 65 nm 582 mil. | 1.372 V | 105 W | 1066 MHz | L1=4x64KB L2=2x4MB | Sì | Sì | No | Sì | Sì | Kentsfield    |
| Core 2 Quad Q6700     | 16 luglio 2007   | 775      | 4      | 2,66 GHz | 10x   | 65 nm 582 mil. | 1.372 V | 105 W | 1066 MHz | L1=4x64KB L2=2x4MB | Sì | Sì | No | Sì | Sì | Kentsfield    |
| Core 2 Extreme QX6700 | novembre 2006    | 775      | 4      | 2,67 GHz | 10x   | 65 nm 582 mil. | 1.372 V | 130 W | 1066 MHz | L1=4x64KB L2=2x4MB | Sì | Sì | No | Sì | Sì | Kentsfield XE |
| Core 2 Extreme QX6800 | aprile 2007      | 775      | 4      | 2,93 GHz | 10x   | 65 nm 582 mil. | 1.372 V | 130 W | 1066 MHz | L1=4x64KB L2=2x4MB | Sì | Sì | No | Sì | Sì | Kentsfield XE |
| Core 2 Extreme QX6850 | luglio 2007      | 775      | 4      | 3 GHz    | 9x    | 65 nm 582 mil. | 1.372 V | 130 W | 1333 MHz | L1=4x64KB L2=2x4MB | Sì | Sì | No | Sì | Sì | Kentsfield XE |
| Core 2 Quad Q8200     | 31 agosto 2008   | 775      | 4      | 2,33 GHz | 7x    | 45 nm 820 mil. | 1,36 V  | 95 W  | 1333 MHz | L1=4x64KB L2=2x2MB | Sì | Sì | No | Sì | Sì | Yorkfield-6M  |
| Core 2 Quad Q8200S    | 18 gennaio 2009  | 775      | 4      | 2,33 GHz | 7x    | 45 nm 820 mil. | 1,36 V  | 65 W  | 1333 MHz | L1=4x64KB L2=2x2MB | Sì | Sì | No | Sì | Sì | Yorkfield-6M  |
| Core 2 Quad Q8300     | 30 novembre 2008 | 775      | 4      | 2,5 GHz  | 7,5x  | 45 nm 820 mil. | 1,36 V  | 95 W  | 1333 MHz | L1=4x64KB L2=2x2MB | Sì | Sì | No | Sì | Sì | Yorkfield-6M  |
| Core 2 Quad Q8400     | aprile 2009      | 775      | 4      | 2,67 GHz | 8x    | 45 nm 820 mil. | 1,36 V  | 95 W  | 1333 MHz | L1=4x64KB L2=2x2MB | Sì | Sì | No | Sì | Sì | Yorkfield-6M  |
| Core 2 Quad Q8400S    | aprile 2009      | 775      | 4      | 2,67 GHz | 8x    | 45 nm 820 mil. | 1,36 V  | 65 W  | 1333 MHz | L1=4x64KB L2=2x2MB | Sì | Sì | No | Sì | Sì | Yorkfield-6M  |
| Core 2 Quad Q9300     | 20 luglio 2007   | 775      | 4      | 2,5 GHz  | 7,5x  | 45 nm 820 mil. | 1,36 V  | 95 W  | 1333 MHz | L1=4x64KB L2=2x3MB | Sì | Sì | No | Sì | Sì | Yorkfield-6M  |
| Core 2 Quad Q9400     | 10 agosto 2008   | 775      | 4      | 2,66 GHz | 8x    | 45 nm 820 mil. | 1,36 V  | 95 W  | 1333 MHz | L1=4x64KB L2=2x3MB | Sì | Sì | No | Sì | Sì | Yorkfield-6M  |
| Core 2 Quad Q9400S    | gennaio 2009     | 775      | 4      | 2,66 GHz | 8x    | 45 nm 820 mil. | 1,36 V  | 65 W  | 1333 MHz | L1=4x64KB L2=2x3MB | Sì | Sì | No | Sì | Sì | Yorkfield-6M  |
| Core 2 Quad Q9500     | gennaio 2010     | 775      | 4      | 2,83 GHz | 8,5x  | 45 nm 820 mil. | 1,36 V  | 95 W  | 1333 MHz | L1=4x64KB L2=2x3MB | Sì | Sì | No | Sì | Sì | Yorkfield-6M  |
| Core 2 Quad Q9505     | agosto 2009      | 775      | 4      | 2,83 GHz | 8,5x  | 45 nm 820 mil. | 1,36 V  | 95 W  | 1333 MHz | L1=4x64KB L2=2x3MB | Sì | Sì | No | Sì | Sì | Yorkfield-6M  |
| Core 2 Quad Q9505S    | agosto 2009      | 775      | 4      | 2,83 GHz | 8,5x  | 45 nm 820 mil. | 1,36 V  | 65 W  | 1333 MHz | L1=4x64KB L2=2x3MB | Sì | Sì | No | Sì | Sì | Yorkfield-6M  |
| Core 2 Quad Q9450     | marzo 2008       | 775      | 4      | 2,67 GHz | 8x    | 45 nm 820 mil. | 1,36 V  | 95 W  | 1333 MHz | L1=4x64KB L2=2x6MB | Sì | Sì | No | Sì | Sì | Yorkfield     |
| Core 2 Quad Q9550     | marzo 2008       | 775      | 4      | 2,83 GHz | 8,5x  | 45 nm 820 mil. | 1,36 V  | 95 W  | 1333 MHz | L1=4x64KB L2=2x6MB | Sì | Sì | No | Sì | Sì | Yorkfield     |
| Core 2 Quad Q9550S    | gennaio 2009     | 775      | 4      | 2,83 GHz | 8,5x  | 45 nm 820 mil. | 1,36 V  | 65 W  | 1333 MHz | L1=4x64KB L2=2x6MB | Sì | Sì | No | Sì | Sì | Yorkfield     |
| Core 2 Quad Q9650     | agosto 2008      | 775      | 4      | 3 GHz    | 9x    | 45 nm 820 mil. | 1,36 V  | 95 W  | 1333 MHz | L1=4x64KB L2=2x6MB | Sì | Sì | No | Sì | Sì | Yorkfield     |
| Core 2 Extreme QX9650 | novembre 2007    | 775      | 4      | 3 GHz    | 9x    | 45 nm 820 mil. | 1,36 V  | 130 W | 1333 MHz | L1=4x64KB L2=2x6MB | Sì | Sì | No | Sì | Sì | Yorkfield XE  |
| Core 2 Extreme QX9770 | marzo 2008       | 775      | 4      | 3,2 GHz  | 8x    | 45 nm 820 mil. | 1,36 V  | 130 W | 1600 MHz | L1=4x64KB L2=2x6MB | Sì | Sì | No | Sì | Sì | Yorkfield XE  |
| Core 2 Extreme QX9775 | marzo 2008       | 771      | 4      | 3,2 GHz  | 8x    | 45 nm 820 mil. | 1,215 V | 150 W | 1600 MHz | L1=4x64KB L2=2x6MB | Sì | Sì | No | Sì | Sì | Yorkfield XE  |
| Core 2 Quad Q9000     | marzo 2008       | Socket P | 4      | 2 GHz    | 7,5x  | 45 nm 820 mil. | 1.175 V | 45 W  | 1066 MHz | L1=4x64KB L2=2x3MB | Sì | Sì | No | Sì | Sì | Penryn QC     |
| Core 2 Quad Q9100     | agosto 2008      | Socket P | 4      | 2,27 GHz | 8,5x  | 45 nm 820 mil. | 1.175 V | 45 W  | 1066 MHz | L1=4x64KB L2=2x6MB | Sì | Sì | No | Sì | Sì | Penryn QC     |
| Core 2 Extreme QX9300 | agosto 2008      | Socket P | 4      | 2,53 GHz | 9,5x  | 45 nm 820 mil. | 1.175 V | 45 W  | 1066 MHz | L1=4x64KB L2=2x6MB | Sì | Sì | No | Sì | Sì | Penryn QC XE  |

## Il successore
Il Core 2 Quad è stato progressivamente sostituito da 2 CPU: dal Core i7, presentato a fine 2008 nella sua prima incarnazione Bloomfield, e dal Core i5 arrivato sui mercati nel corso del terzo trimestre 2009. Poiché il Core i7 è designato per una fascia di elaboratori di livello superiore, il vero erede del Core 2 Quad può essere considerato il Core i5.